# Kilian Kesselring
Kilian Kesselring (* 14. Mai 1583 in Bussnang; † 10. Januar 1650 in Zürich; heimatberechtigt in Märstetten) war ein Schweizer Generalwachtmeister und Ehegerichtsschreiber.

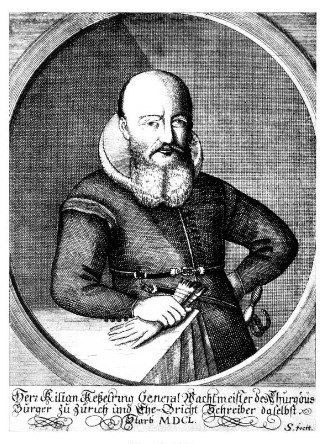
Kilian Kesselring

## Leben und Werk
Kilian Kesselring war der Sohn des thurgauischen Gerichtsherrenschreibers, Obervogts von Liebenfels, Altklingen und Weinfelden Thomas Kesselring († 1610) und der Elsbetha, geborene Mötteli, von Rappenstein und wurde schon früh in die vielfältigen Aufgaben einer damaligen Kanzlei eingeführt.
So wurde er von den entsprechenden Gerichtsherren zum Schreiber der Herrschaften Wellenberg, Hüttlingen, Pfyn, Weerswilen und Weinfelden eingesetzt. Auch vertrat er bei dem Gachnangerhandel vor allem die Interessen Zürichs vor dem thurgauischen Landgericht. Als Dank für seine Verdienste verlieh Zürich ihm das Bürgerrecht und überliess ihm zudem das «Steinhaus» in Weinfelden.
Im Pestjahr 1611 erwarb sich Kilian Kesselring als Schreiber bei der Bereinigung der vielen Erb- und Eigentumsansprüche die Verdienste der Regierung und der Bevölkerung von Weinfelden.
Zu seinen weiteren Verdiensten zu rechnen ist die neue Münzordnung im Jahre 1622, die verhinderte, dass die vielen schlechten Münzsorten, die im Umlauf waren, weiter Schaden anrichten konnten. Zum anderen war er massgeblich an einer Kriegsordnung zur Wahrung der Neutralität des Thurgaus beteiligt.
Kesselring heiratete 1609 Susanne, geborene Scherb. Ihr Vater war Erhard Scherb, der Vogt von Altenklingen und Stadtschreiber von Bischofszell. Mit seiner Frau lebte er einige Jahre in Hüttlingen, bevor sie nach Bussnang übersiedelten.
Während des Dreissigjährigen Krieges wurde 1628 die schwedische Kriegsgefahr für den Thurgau akut, und die militärische Kommission der Eidgenossenschaft wollte, dass es im Thurgau mehr Truppenführer gibt. Als «obrister Landeswachtmeister» (Generalwachtmeister) wurde Kesselring gewählt. Als solcher musste er die Musterungen durchführen und die thurgauische Wehrorganisation, die für die Bewachung der eidgenössischen Grenze im Thurgau verantwortlich war, organisieren.
Ab dem 12. März 1628 wurden die bedrohten Zugänge nach dem St. Galler Rheintal, dem Thurgau und der Grafschaft Baden bewacht. Jeder der sieben an der Verwaltung des Thurgaus beteiligten Orte sollte drei kriegsverständige Männer als Befehlshaber an die Grenze abordnen. Als Generalwachtmeister war Kesselring dem Landvogt von Frauenfeld unterstellt und musste diesem regelmässig über die Zustände der einzelnen Quartiere und über die Kriegsereignisse berichten. Da der Landvogt wiederum seinen Vorgesetzten über die Geschehnisse berichten musste, konnte Kesselring nie selbständige Entscheidungen fällen.
Als 1633 der schwedische General Gustaf Horn die Stadt Konstanz besetzen wollte, was von der Schweizer Seite her leichter zu bewerkstelligen war, und versprach, bei einem Durchmarsch Stein am Rhein nicht zu schädigen, gewährte ihm die Brückenwache unter dem Schwyzer Kommandanten Martin Aufdermauer in der Nacht vom 7. auf den 8. September 1633 den Durchmarsch.
Kesselring war zu dieser Zeit nicht an der gefährdeten Grenze, sondern hielt sich in Bussnang auf und feierte in seinem Haus zusammen mit den Bediensteten das Erntefest. Dieser Umstand führte später zum Verdacht, dass er von dem schwedischen Durchmarsch schon vorher Kenntnis hatte oder zumindest von den Absichten der Schweden gewusst habe.
Als der Landvogt vom erfolgten Durchmarsch durch einen Boten informiert wurde, gab er Kesselring die Weisung, nicht einzugreifen und abzuwarten, bis weitere Befehle aus Zürich und Luzern einträfen. Am 12. und 13. September hielt sich Kesselring zu Verhandlungen im schwedischen Lager mit Gustaf Horn auf. Dieser befahl den schwedischen Soldaten, sich nicht weiter landeinwärts zu begeben.
Gleichzeitig wurde an der Tagsatzung in Luzern von den fünf katholischen Orten beschlossen, die schwedischen Truppen gewaltsam aus dem Thurgau zu vertreiben, was jedoch zwei Tage später durch die reformierten Orte abgelehnt wurde. Der französische König Ludwig XIII. bot durch seinen Bevollmächtigten Herzog Henri de Rohan seine Vermittlung in dieser Streitfrage an. Als dieser ab dem 25. September mit den Verhandlungen mit Gustaf Horn im schwedischen Lager und mit den eidgenössischen Abgesandten im «Steinhaus» in Konstanz begann, erhielt Kesselring während der Verhandlungen den Befehl, sich nach Zürich zur Berichterstattung zu begeben.
Die Schweden akzeptierten den Vorschlag von Rohan, während aus Konstanz keine Reaktion kam. Inzwischen hatten sich mehrere tausend Mann aus der Innerschweiz in Wil gesammelt, bereit zum Einfall in den Thurgau und zur Vertreibung der Schweden.
Als Gustaf Horn am 2. Oktober über denselben Weg, den er vorher zum Überfall auf Konstanz eingeschlagen hatte, zurückkehrte, fielen die Konstanzer in den Thurgau ein und brannten das Kloster Kreuzlingen nieder. Darauf zogen achthundert Mann aus dem Quartier Weinfelden vor Konstanz. Kesselring konnte sich mit dem Stadtkommandanten einigen, woraufhin die Angriffe eingestellt wurden.
Als Kesselring am 5. Oktober in Wil eintraf, um die Innerschweizer über das Geschehen zu informieren, liess der Generalwachtmeister ihn als vermeintlichen Schuldigen ins Gefängnis setzen. Die Gefangennahme war auch ein Akt der Rache gegen Zürich und spiegelte das tiefe Misstrauen und die Zwietracht, die damals unter den Eidgenossen der katholischen und der reformierten Konfession herrschte.
Trotz Einsprachen von Zürich, Basel, Bern und Schaffhausen wurde Kesselring in Wil vor dem Kriegsgericht der Prozess gemacht. Er sollte bekennen, dass er vom Einzug der Schweden gewusst und diese im Auftrag Zürichs in das Land gelassen sowie die Thurgauer gegen die katholischen Eidgenossen, die in Wil lagerten, ins Feld geführt habe. Als Kesselring keine der ihm vorgeworfenen Verfehlungen eingestand, schritt man am 24. Oktober zur Folter, die mehrere Tage andauerte. Am 3. November 1633 beschloss man, Kesselring ins Gefängnis nach Schwyz zu überführen. Dort wurden weitere Folterungen an ihm vollzogen.
Erst am 23. Januar 1635 wurde das sogenannte Standgericht gegen Kesselring eröffnet, das mit Unterbrechungen acht Tage dauerte. Nach einem aussergewöhnlich harten Urteil – die ihm vorgeworfenen Verfehlungen konnten nie nachgewiesen werden (selbst seine Gegner mussten zugeben, dass Kesselring eine Ordnung geschaffen hatte, «dass man sie schöner nit hätte machen können») – wurde Kesselring nach sechzehn Monaten Haft auf freien Fuss gesetzt. Der sogenannte «Kesselring-Handel» löste zwischen den katholischen und den reformierten Orten beinahe einen Krieg aus. Kesselring wurde 1635 von Bern und Zürich, 1643 vom Kriegsrat der vier Orte rehabilitiert.
Für die Kosten seiner mehrmonatigen Gefangenschaft von ca. 6000 Gulden mussten seine Frau, seine Brüder und übrige Verwandte aufkommen. Das zu seiner Freilassung nötige Geld wurde von wohlhabenden Bürgern aus Zürich und Bern vorgeschossen, denen es wiederum von der jeweiligen Stadtkasse zurückerstattet wurde. Durch die Gefangenschaft war Kesselring finanziell ruiniert und auf das Wohlwollen anderer angewiesen. So gab sein Freund, der Zürcher Ehegerichtsschreiber Landolt, seine Stelle zu Gunsten von Kesselring auf. Dieser bekleidete das Amt bis zu seinem Tod 1650.
Als Kesselrings Frau 1636 starb, heiratete er Euphrosina Labhart von Konstanz, die Witwe des Pfarrers Bühler in Bischofszell. Kesselring konnte erst 1643 wieder in den Thurgau zurückkehren und legte dabei in Weinfelden vor der hohen und der niederen Gerichtsbarkeit des Landes ausführlich dar, wie ihm Unrecht angetan wurde. Sein ehemaliges Wohnhaus in Oberbussnang wurde am 25. August 1830 ein Raub der Flammen.